# 二宮清純
二宮 清純（にのみや せいじゅん、1960年2月25日 - ）は、日本の評論家・スポーツジャーナリスト。
愛媛県八幡浜市出身。2000年よりスポーツの情報やコラムを配信し、講演やシンポジウムも手掛ける事業会社、株式会社スポーツコミュニケーションズ代表取締役社長。明治大学大学院博士前期課程修了・学術修士、同後期課程単位取得。広島大学特別招聘教授、大正大学地域構想研究所 客員教授、認定NPO法人健康都市活動支援機構理事、スカパーJSATグループ番組審議会委員、全国外国人雇用協会評議会評議員、一般社団法人高千穂あまてらす鉄道総合研究所理事、伊予観光大使（いよかん大使）なども務める。なお、「せいじゅん」はペンネームであり、本名は「きよすみ」と読む。

## 経歴
二宮の実家は10代以上続く農家で、屋号は「川宇」。河野屋宇兵衛という江戸時代の庄屋に端を発する。父方の従兄弟にデジタル庁審議官の二宮清治、母方の従兄弟に美術家の田窪恭治がいる。二宮は、典型的な巨人・大鵬・卵焼き世代で幼少の頃は巨人ファンだったが、瀬戸内海を挟んだ広島県から聴こえる中国放送（RCCラジオ）のラジオ野球中継を聴きくうちに、広島東洋カープファンとなった。愛媛県立八幡浜高等学校卒業後、上京し日本大学商学部在学中からスポーツ誌などに寄稿していた。スポーツ紙のプロレス担当記者や流通業界紙の記者を経て独立。その後、明治大学大学院に進み、博士前期課程修了・学術修士、同後期課程単位取得。フリーのスポーツジャーナリストとしてテレビ・ラジオ出演や新聞、雑誌への寄稿、講演活動を精力的にこなしている一方で、スポーツによる地域振興策も手掛け、2013年に自由民主党政務調査会において「プロ野球16球団構想と日本経済再生について」というテーマで講演。2011年に「静岡市まちみがきアドバイザー」に就任していた二宮は、田辺信宏静岡市長らとともに「プロ野球球団誘致検討自治体連絡会」発足に尽力する。また、2016年には徳島県阿南市の「あなん未来会議」委員に就任。四国霊場八十八カ所に想を得て、地域の観光資源とすべく「89番野球寺」のモニュメント設置を提案、2017年に同市那賀川町の道の駅にて完成した。また、地域に密着したスポーツクラブ作りにも参画している。その一環として、2017年に中国経済産業局が主導する「中国地域プロスポーツ団体等による連携プラットフォーム構築事業」（スポコラファイブ）プロジェクトマネージャーに就任。日本トップリーグ連携機構代表理事会長の川淵三郎を名誉顧問に招く。2020年には経済産業省「地域×スポーツクラブ産業研究会」委員、2024年には「スポーツ基本法改正検討委員会」委員、「今後の国民スポーツ大会の在り方を考える有識者会議」委員に就任した。アカデミアの分野では広島大学特別招聘教授、大正大学地域構想研究所客員教授なども務める。所属学会は日本スポーツ産業学会、日本体育・スポーツ哲学会。
二宮の取材実績として、夏季オリンピックは1988年ソウル大会から2008年北京大会まで6大会連続で現地取材、2020年東京大会も取材。冬季オリンピックも1998年長野大会、2002年ソルトレイクシティ大会を現地取材、サッカーW杯も1990年イタリア大会から2006年ドイツ大会まで5大会連続で現地取材している。東京オリンピック・パラリンピック競技大会組織委員会会長の森喜朗は、二宮を「この人は辛口だけど、どちらかに偏らずきちんと取材をしてくれる。疑問点があれば地方からでも電話をよこす」と評している。なお国際オリンピック委員会（IOC）、国際サッカー連盟（FIFA）の権威主義的体質、腐敗・汚職に対しては改革が必要との立場で、両組織の内幕に迫った「盗まれたワールドカップ」（デヴィッド・ヤロップ著、アーティストハウス、1999年）、「オリンピック秘史 120年の覇権と利権」（ジュールズ・ボイコフ著、早川書房、2018年）に解説文を寄せている。二宮の著作上の評価に関して歴史学者の加藤陽子は「ノンフィクション100選」にて、二宮が2000年に上梓した「最強のプロ野球論」を選出し、「野球の見方の技法を創造した本」と論じている。また作家の重松清は「スポーツを『読む』」（集英社新書、2004年）の中で、二宮が1999年に著した「Do or Die－スポーツは誰のもの!? 21世紀への提言」を取り上げ、「片方に故・山際淳司に代表される”青春の文学”があり、もう一方に二宮清純の”オトナの組織論”がある—―。」と評している。
ジャーナリストとして、オリンピック競技、パラリンピック競技、野球、サッカー、ラグビー、プロボクシング、大相撲、プロレス等を取材している。日本経済新聞、スポーツニッポン新聞、サンデー毎日、週刊現代、文藝春秋、週刊大衆、週刊アサヒ芸能、地域人、金融財政ビジネス、ビッグコミックオリジナル、漫画ゴラク、小説宝石、フィナンシャルジャパン、経済界、Number、第三文明などにて連載。
またテレビやラジオ番組の構成も手掛け、1996年には自らが企画した「野茂＆ラモス  世界に翔くドリームトーク」（ニッポン放送）の構成でギャラクシーラジオ優秀賞受賞。野茂英雄は、自らのメジャーリーグ挑戦を支持した二宮について「多くのマスコミが、機構や球団にべったりになっている中、きちんと筋を通し、各メディアで野球協約の不備や日本球界の閉鎖性を鋭く指摘してくれました」と述べている。ニッポン放送との縁は深く、2009年から2010年にかけて放送された『二宮清純のオールナイトニッポンサンデー』では脳科学者の茂木健一郎、作曲家の久石譲、ジャーナリストの池上彰と週替わりでパーソナリティーを担当し、「スポーツの魅力をディープに語り尽くす」をコンセプトに元横綱の輪島大士、野球評論家の中西太、劇画原作者の長崎尚志らをゲストに招いた。また2009年から2012年にかけて放送された、ＢＳ朝日のトーク形式のドキュメンタリー番組「勝負の瞬間（とき）」ではインタビュアーを務め、内川聖一、田臥勇太、野村克也、中澤佑二、宮崎大輔、白鵬、長谷川穂積、杉山愛、諸見里しのぶ、岩隈久志、清水宏保、吉田秀彦、武豊、青木宣親、新田佳浩、村上幸史、佐藤琢磨、川口能活、遠藤保仁、大畑大介、内山高志、前田健太、竹下佳江、工藤公康、井村久美子、西岡利晃、為末大、寺川綾、宮間あや、三宅宏実らをゲストに招き、後にインタビュー集は角川マーケティングより書籍化された。1996年に三池崇史が監督を務め、ケイエスエスが公開したオリジナルビデオシリーズ「大阪最強伝説 喧嘩の花道」の原作者でもある。
スポーツ解説者としては、1995年から1998年にかけてニッポン放送「ショウアップナイター」でメジャーリーグを担当。1996年11月3日、TBSで放送されたジョージ・フォアマンのボクシングWBU世界ヘビー級タイトル戦では、アントニオ猪木とともに解説を務めた。その他、「RCCカープナイター」にも、しばしばゲスト解説者として出演している。2000年から2001年にかけて、NHK「サンデースポーツ」のレギュラーコメンテーター、2007年から2015年にかけて小学館ノンフィクション大賞選考委員も務めた。他に2002FIFAワールドカップ記念日本サッカーミュージアム アドバイザリーボード委員、東北楽天ゴールデンイーグルス経営評議委員、スポーツ振興投票助成審査委員、認定NPO法人健康都市活動支援機構理事、公益社団法人ニュービジネス協議会連合会特別委員、BSデジタル大賞選考委員、フジサンケイグループ広告大賞 クリエイティブ部門審査員、TBSラジオ＆コミュニケーションズ番組審議会委員、スカパーJSATグループ番組審議会委員なども歴任した。
二宮はスポーツライティングの分野にとどまらず、政治・経済に関する発言も多く衆議院議員の河野太郎との共著で「変われない組織は滅びる」（祥伝社新書）、第85・86代内閣総理大臣の森喜朗との共著で「スポーツ独白録」（徳間書店）、ビジネス書として羽生善治との共著「歩を『と金』に変える人材活用術」（廣済堂新書）というタイトルの本も出版している。森喜朗は、二宮について「二宮さんは、私より22歳も年下ですが、古いことから新しいことまでよく知っておられる。しかもプロからアマまで守備範囲が広い。さらには政治や経済にも明るい。まさに博覧強記の人です」と評している。羽生善治は二宮について「以前、将棋雑誌で対局の観戦記を書いていただいたことがありました。その対局は深夜まで行われ、しめ切りは次の日の朝だったのですが、何事もないかのように文章をまとめられたと担当した人が言っていました。まさにプロの仕事という感じなのですが、今回の対談でそれを強く考えさせられました」と述べている。なお、将棋好きが高じて、決着したはずの「投了図」から、負けた側をプロ、勝った側をゲストが受け持って対局するNHK-BS2の「大逆転将棋2011」に出演し、広瀬章人王位の胸を借りたが敗れている。
2000年6月、スポーツの情報・コラムを配信し、講演やシンポジウムも手掛ける事業会社、株式会社スポーツコミュニケーションズを設立、代表取締役を務める。また、2010年には障がい者スポーツにおける国内初の総合サイト「挑戦者たち」をNPO法人STAND代表理事・伊藤数子（スポーツ庁スポーツ審議会委員）と共同で立ち上げ、二宮も米倉誠一郎、宮澤保夫とともに同法人顧問に就任した。
2022年5月4日、岸田文雄総理大臣や林芳正外務大臣をはじめ政府関係者など63人のうちの1人として、ロシア連邦への日本政府の政策に対する報復措置に関してのロシア外務省声明によって、ロシア連邦から入国禁止措置を受けた。

## 人物
- 長年国内や海外を飛び回っていることもあり、子供と顔を合わせる機会が少ないため、自身のことを「良く言えば放任主義、悪く言えば無責任な父親」と語っている[12]。
- 40歳の頃まで喫煙者であったが、2021年現在は禁煙をしている[13]。
- 嵐の二宮和也はラジオ番組『BAY STORM』（bay fm）にて、「“二宮界”の頂点は二宮清純だからね」「清純ですよ。清純師匠がいるんで、スポーツジャーナリストとして君臨していますから。二宮界の頂点ですよね、やっぱりね。大先生ですから」「やっぱ、納得感があるというか……説得力がある。重みが」などと語っている。自身については「私は若頭」とコメントしている。[14]
- 2004年の球界再編騒動に際しては、12球団から10球団、8球団による1リーグ制を「縮少均衡政策」と批判し、プロ野球界に欠けているのは「競争と協調の精神。この２つの歯車を同時に回さなければ球界は衰退する」と主張した。１リーグ制に懐疑的だった阪神タイガースの球団代表・野﨑勝義は自著『ダメ虎を変えた! ぬるま湯組織に挑んだ、反骨の11年』で二宮の「１リーグ、２リーグに関しては感情論ではなく、損得勘定の勘定論で考えたい。」というコメントを紹介している。[15]
- 毎日新聞は2009年1月30日付けの夕刊で、教育再生懇談会（座長＝安西祐一郎・慶応義塾塾長）のメンバーにノーベル物理学賞を受賞した小林誠・高エネルギー加速器研究機構特別栄誉教授、安藤宏基・日清食品ホールディングス社長らとともに「スポーツジャーナリスト・二宮清純氏を起用する方向で調整している」と報じたが、二宮はこれを辞退した。[16]
- 2008年北京五輪女子マラソンの25km地点手前の路上で愛媛県出身の土佐礼子が倒れ、レースを棄権した。地元・南海放送アナウンサーの藤田勇次郎、松山商高陸上部監督の竹本英利らとともに現場にいた二宮は、土佐を彼らとともに日陰まで「“バケツリレー”のようなかたちで交代で運び」介抱した。この模様は後日、南海放送でも報じられた。「オリンピックで、まさか取材していた選手を介抱することになるとは夢にも思わなかった」と二宮は語っている。[17]
- 広島、巨人などで活躍した元プロ野球選手の川口和久と二宮は現役時代から互いに意見を交換する仲で、川口は二宮について＜俺がコラムのネタに悩んだり、球界の動きで疑問を感じたとき、いつも電話する男がいる。元選手じゃないが、球界の裏の裏までよく知っている、同じ昭和34年生まれのスポーツライター、二宮清純だ。彼は愛媛県生まれで、大のカープファンでもある。何を聞いてもすぐ「川口、それはさあ……」と的確な答えが返ってくる。「ライターなんかじゃなく、NPBに入って野球界を変えてくれよ」と何度も言ったことがあるよ。＞と述べている。二宮は昭和35年生まれだが早生まれのため、川口とは同級生にあたる。[18]
- 1995年の野茂英雄のメージャーリーグ挑戦に際しては、多くのメディアが批判的な論調に傾く中、早くからその行動を支持し、本人の２冊の著書『僕のトルネード戦記』（集英社、1995年9月3日）、『ドジャー・ブルーの風』（集英社、1996年4月24日）の刊行に尽力する。野茂は「この本を出すにあたって企画・立案、そして構成にいたるまで一手に引き受けてくださったスポーツ・ジャーナリストの二宮清純さん」と『ドジャー・ブルーの風』の終章で記している。
- メジャーリーグ挑戦が決まった際、イチローについては「生粋のリードオフマンがイチローの実像」と評し、「メジャーでのデビュー戦、ピッチャーがストライクさえ投げれば、イチローはセンター前の芝に球足の速いゴロを躍らせてみせるだろう。これは私の確信に近い予言である」と記した。[19]2001年4月2日、アスレチックスとの開幕戦に1番・右翼手で先発出場したマリナーズのイチローは、第4打席にセンター前へメジャーリーグ初安打を記録した。
- 西武ホールディングス代表取締役会長の後藤高志が2007年に西武ライオンズオーナーに就任した際、第一勧業銀行時代の部下である作家の江上剛を通じて二宮と接触し、球団名に「埼玉」を付けること、ライオンズの歴史の継承、地域密着の重要性についてアドバイスを受ける。二宮が編集長を務める「SPORTS COMMUNICATIONS」開設10周年へのメッセージにて、後藤は「二宮清純さんの魅力は、スポーツに対する深い愛情と鋭い洞察力、そしてフェアなコメントだと思います。二宮さんとの懇談の席で、西武ライオンズについて地域密着やファンサービスなど様々な有意義な話を伺いました。それが昨年の『西武ライオンズ』から『埼玉西武ライオンズ』へのチーム名の変更や、西鉄ライオンズユニホームを復刻させてライオンズ・クラシック開催といった形で具体化しました」と述べている。[20]
- 大相撲の元横綱・貴乃花に二宮は、その妥協を許さない土俵上の姿勢から「相撲原理主義者」と名付けた。これについて貴乃花は「私は二宮さんから『相撲原理主義者』と言われています。不器用な生き方しかできない私ですが、これをお褒めの言葉と受け取って、これからも不器用さを貫き、自分らしく相撲道にまい進して参ります」と述べている。[21]
- Ｊリーグ初代チェアマンの川淵三郎が、サッカー協会会長に就任するにあたり、二宮に「チェアマンに代わる親しみやすい愛称はないか？」と尋ねた。二宮は「川淵さんには引き続きリーダーシップを発揮してもらいたいから、キャプテン（船長）がいいですね。しかも漫画の『キャプテン翼』は大人気だから子供にも親しまれます」と提案したところ、「それはいいね。早速、応募してくれ」と即答した。その場に同席していた現ラグビーフットボール協会会長の土田雅人も「川淵さんに合っている」と同意した。その川淵は二宮を「17年前、Ｊリーグはそれまでにない”地域密着”の理念を掲げて誕生したわけですが、二宮さんはその理念に深い理解を示し、明快な切り口で世の中に発信してくれました。スポーツはもちろん様々な分野に造詣が深く、冷静な分析力と緻密な取材力でスポーツを説くのは二宮さんを置いてほかになく、日本が世界に誇るスポーツジャーナリストと言えるでしょう」と評している。[22]
- 1993年1月20日、28歳で事故死した元ボクシング日本バンタム級チャンピオン小林智昭を「生涯の友」と呼び、ライバルだった高橋ナオトや、小林の角海老宝石ジム時代の同僚たちとともに、３回忌、７回忌、13回忌など節目節目で偲ぶ会を開いている。[23]
- 同じ愛媛出身のNPO法人全世界空手道連盟新極真会・三好一男副代表理事とは旧知の間柄で、同連盟が主催する「全世界空手道選手権大会」「全日本空手道選手権大会」などでは、大会特別相談役を務めている。

## 著書

### 単著
- 『スポーツ人健康管理学：プロが勧めるトレーニング法』（ライト出版(ライトブックス・おもしろ情報百科)、1986年）
- 『闘いか、しからずんば無…：UWF選ばれし者たちの軌跡』（池田書店、1988年）
- 『平成プロ野球改造論』（芸文社、1990年）
- 『勝ち方の美学』（講談社、1994年）
- 『夢と闘争：ベースボール・ギャップ：野茂英雄の反骨人生』（ザ・マサダ、1996年）
- 『スポーツ名勝負物語』（講談社現代新書、1997年、ISBN 9784061493810）
- 『奇跡のリーダーシップ：チームをNO.1にした男たち』（小学館、1997年）
- 『'99元祖プロ野球100の謎』（KSS出版、1999年）
- 『Do or die : スポーツは誰のもの!?21世紀への提言集』（KSS出版、1999年）
- 『1ミリの大河：新スポーツ論』（マガジンハウス、2000年、ISBN 9784838712502）
- 『最強のプロ野球論』（講談社現代新書、2000年、ISBN 9784061495104）
- 『600字の風景』（光進社、2000年）
- 『メジャーリーグを10倍楽しむ方法』（ベストセラーズ、2001年）
- 『ザ・甲子園：ヒーロー最強伝説』（学習研究社、2001年）
- 『勝者の思考法』（PHP新書、2001年3月、ISBN 456961549X）
- 『「超」一流の自己再生術』（PHP新書、2002年4月、ISBN 4569621708）
- 『ワールドカップを読む』（ベストセラーズ、2002年4月、ISBN 4584186685）
- 『プロ野球裁判：日本野球の未来のために』（学陽書房、2002年4月、ISBN 431381602X）
- 『人を動かす勝者の言葉』（東京書籍、2002年7月、ISBN 4487796261）
- 『スポーツを視る技術』（講談社現代新書、2002年10月、ISBN 4061496301）
- 『天才セッター中田久美の頭脳』（新潮社、2003年3月、ISBN 4104590010）
- 『摩天楼のダグアウト：メジャーリーグの流儀』（ぴあ、2003年4月、ISBN 4835600622）
- 『ニッポンが生んだ「ゴジラ(松井秀喜)」の実力』（小学館、2003年5月、ISBN 409371391X）
- 『プロ野球「人生の選択」』（廣済堂出版、2003年5月、ISBN 4331509435／ヒューマン文庫、2005年1月、ISBN 4331653641）
- 『失敗を生かす12の物語：自己改革に成功した男たち』（光文社、2003年9月、ISBN 4334974104）
- 『悪漢たちのプロ野球：超個性派ヒーローの系譜』（オークラ出版、2004年4月、ISBN 4775502646）
- 『勝者の組織改革』（PHP新書、2004年1月、ISBN 4569636926）
- 『プロ野球戦略会議 : 球界とマネー、球界改革の本質を問う!』（廣済堂出版、2006年4月、ISBN 4331511529）
- 『負け組の奇跡：TDK野球部栄冠への321日』（ソフトバンククリエイティブ、2007年8月、ISBN 9784797338911）
- 『プロ野球の一流たち』（講談社現代新書、2008年5月、ISBN 9784062879415）
- 『野村克也知略と戦略：弱者を勝者に変えるメソッド』（PHP研究所、2009年11月、ISBN 9784569771748）
- 『勝負の瞬間（とき）』（角川マーケティング、2011年3月）
- 『天才たちプロ野球』（講談社、2012年4月、ISBN 9784062176903）
- 『プロ野球の職人たち』（光文社新書、2012年4月、ISBN 9784334036782）
- 『対論勝利学：一流アスリートに学ぶ"勝つ極意"』（第三文明社、2012年7月、ISBN 4476033148）
- 『プロ野球「衝撃の昭和史」』（文春新書、2012年10月、ISBN 4166608819）
- 『プロ野球 名人たちの証言』（講談社現代新書、2014年3月、ISBN 4062882566）
- 『プロ野球の名脇役』（光文社新書）
- 『最強の広島カープ論』（廣済堂新書）
- 『野球パーフェクト図鑑 (もっと知りたい!図鑑)』（ポプラ社、2016年4月2日）
- 『広島カープ最強のベストナイン』（光文社新書、2016年5月19日）
- 『プロ野球 人生の選択 〜なぜあの選手は生き残ったのか?』（廣済堂新書、2018年9月29日)
- 『歓喜と絶望のオリンピック名勝負物語』（廣済堂新書、2021年3月24日）
- 『証言 昭和平成プロ野球』（廣済堂新書、2021年10月）
- 『森保一の決める技法』（幻冬舎、2023年9月）

### 共著
- （江川卓、高橋源一郎）『SPORTSうるぐす 夢野球』（日本テレビ放送網、1996年6月11日）
- （盧廷潤）『日韓サッカー文化論』（講談社現代新書、2002年4月20日）監修
- （仰木彬）『人を見つけ人を伸ばす：個性を発掘する人材活用術』（光文社、2002年6月、ISBN 4334007414）
- （伊佐山建志、瀧野隆浩）『現場を動かすリーダー力』（自由国民社、2003年4月）
- （木村剛）『野球と銀行－なぜ日本は失敗したか』（東洋経済新報社、2003年7月14日）
- （羽生善治、平尾誠二、金出武雄）『簡単に、単純に考える』（PHP文庫、2004年10月2日）
- （樋口美雄）『日本プロ野球改造計画』（日本評論社、2005年3月1日）
- （木村剛）『フォワードなき日本格差社会』（ナレッジフォア、2006年9月1日）
- （羽生善治）『歩を「と金」に変える人材活用術』（日本経済新聞出版社、2007年10月1日）
- （羽生善治）『歩を「と金」に変える人材活用術』（廣済堂新書、2019年3月2日）新書化
- （富家孝）『一流アスリートの「身体脳力」』（青春新書インテリジェンス、2010年3月2日）
- （河野太郎）『変われない組織は亡びる』（祥伝社新書、2010年7月2日、ISBN 9784396112066）
- （権藤博）『継投論 投手交代の極意』（廣済堂新書、2017年12月1日）
- （衣笠祥雄、江夏豊）『昭和プロ野球の裏側』（廣済堂新書、2018年3月31日）
- （元木大介）『長嶋巨人 ベンチの中の人間学』（廣済堂新書、2019年6月3日）
- （権藤博）『打者が嫌がる投球論  投手が嫌がる打撃論』（廣済堂新書、2019年12月12日）
- （小佐野景浩）『昭和プロレスを語ろう』（廣済堂新書、2020年11月27日）
- （畑山隆則、原功）『昭和平成ボクシングを語ろう！』（廣済堂新書、2022年11月8日）
- （小佐野景浩）『馬場・猪木をもっと語ろう！』（廣済堂新書、2023年10月25日）
- （森喜朗）『スポーツ独白録』（徳間書店、2024年8月31日）

### 解説
- 『盗まれたワールドカップ』（デヴィッド・ヤロップ著、アーティストハウス、1999年）
- 『マネー・ボール』（マイケル・ルイス著、中山宥訳、ランダムハウス講談社、2004年3月）
- 『オリンピック秘史 120年の覇権と利権』（ジュールズ・ボイコフ著、早川書房、2018年）

### 原作
- 『大阪最強伝説 喧嘩の花道』（ケイエスエス、オリジナルビデオシリーズ全５巻、監督：三池崇史他、1996年）
- 『ATHLETE 〜金メダルへの道』（秋田書店・週刊少年チャンピオン全1巻、漫画：井上正治、2004年8月）

## 論文
- CiNii収録論文　国立情報学研究所
- J-STAGE収録論文　国立研究開発法人科学技術振興機構

## 出演

### プロ野球中継
- ニッポン放送ショウアップナイター（ニッポン放送） - 1990年代後半頃にメジャーリーグ解説者として出演。
- RCCカープナイター（RCCラジオ） - 2000年代以降、年1回ほどの割合でゲスト解説者として出演。
- 侍プロ野球（RCCテレビ） - ローカル中継に出演（※記述タイトルはTBS系全国ネットの際の現行統一タイトル）。

## CM
- ルルアタックIB（第一三共ヘルスケア・2006年）[24]
- アサヒスーパードライ（アサヒビール・2001年）

## その他
- 井上昌己「Believe me」「愛の終わりに」（作詞。2024年5月発売アルバム『インビテーション』収録）[25]